# Riscopriamo le Americhe
Riscopriamo le Americhe (Il ètait une fois... les Ameriques; noto non ufficialmente anche come Alla scoperta delle Americhe) è una serie televisiva d'animazione creata da Albert Barillé nel 1991 e composta da ventisei episodi, realizzata da Procidis. La serie, co-prodotta con altre emittenti televisive europee tra cui Fininvest, fa parte di una collana di sette prodotti intitolata C'era una volta..., di cui costituisce la quarta serie.

## Trama
La serie racconta la storia del continente americano e le sue civiltà (come eschimesi, aztechi e inca), ed eventi storici (come la conquista del West e la guerra d'indipendenza americana).

## Doppiaggio
| Personaggi      | Voce originale       | Voce italiana       |
| --------------- | -------------------- | ------------------- |
| Maestro         | Roger Carel          | Maurizio Scattorin  |
| Pierre          |                      | Ivo De Palma        |
| Fatman          | Sady Rebbot          | Riccardo Rovatti    |
| Psi             | Marie-Laure Beneston | Lara Parmiani       |
| Pest            | Sady Rebbot          | Giovanni Battezzato |
| Dwarf           |                      | Mario Scarabelli    |
| Pierrot         | Olivier Destrez      | Davide Garbolino    |
| Pierret         | Marie-Laure Beneston | Debora Magnaghi     |
| Cortes          |                      | Marco Pagani        |
| Verrazzano      |                      | Francesco Orlando   |
| Jacques Cartier |                      | Aldo Stella         |
| Washington      |                      | Giorgio Melazzi     |
| La Fayette      |                      | Davide Garbolino    |
| Bolivar         |                      | Luca Semeraro       |
| Lincoln         |                      | Marco Balzarotti    |

## Produzione
- Francia: France Regions 3, Procidis, Canal+;
- Spagna: Radiotelevisión Española;
- Germania: Westdeutscher Rundfunk Köln, Südwestfunk;
- Italia: Reteitalia;
- Svizzera: Société suisse de radiodiffusion et télévision, RTSI;
- Belgio: RTBF, Belgische Radio en Televisie;
- Finlandia: Oy. Yleisradio Ab.

## Episodi
| n° | Titolo originale                        | Titolo italiano                    |
| -- | --------------------------------------- | ---------------------------------- |
| 1  | Les Premiers Américains                 | I primi americani                  |
| 2  | Les Chasseurs                           | I cacciatori                       |
| 3  | Les Conquérants du Grand Nord           | I conquistatori del Grande Nord    |
| 4  | La Terre promise                        | La terra promessa                  |
| 5  | Les Bâtisseurs de Tumulus               | I costruttori di tumuli            |
| 6  | Les Aztèques avant la conquête          | Gli Aztechi prima della conquista  |
| 7  | Le Rêve obstiné de Christophe Colomb    | Il sogno di Cristoforo Colombo     |
| 8  | L'Amérique!                             | America!                           |
| 9  | Cortés et les Aztèques                  | Cortès e gli Aztechi               |
| 10 | Que viva Mexico!                        | Viva il Messico                    |
| 11 | Pizarre et l'Empire Inca                | Pizarro e l'impero Inca            |
| 12 | Jacques Cartier                         | Jacques Cartier                    |
| 13 | L'Époque des conquistadors              | L'epoca dei Conquistadores         |
| 14 | Champlain                               | Champlain                          |
| 15 | L'Angleterre et les treize colonies     | L'Inghilterra e le sue 13 colonie  |
| 16 | Les Indiens au XVIIe siècle             | Gli Indiani nel XVII secolo        |
| 17 | Les Indiens au XVIIIe siècle            | Gli Indiani nel XVIII secolo       |
| 18 | La Fin du rêve français                 | La fine del sogno francese         |
| 19 | Les Treize Colonies vers l'indépendance | Le 13 colonie verso l'indipendenza |
| 20 | La Guerre d'indépendance                | La Guerra d'Indipendenza           |
| 21 | Le Bois d'ébène (La traite des noirs)   | La tratta dei neri                 |
| 22 | Les Pionniers                           | I pionieri                         |
| 23 | Simon Bolivar                           | Simon Bolivar                      |
| 24 | La Ruée vers l'or                       | La corsa all'oro                   |
| 25 | La Fin du peuple indien                 | La fine del popolo indiano         |
| 26 | America... America!                     | America... America!                |

## Sigla
La sigla di testa dell'edizione italiana, scritta da Alessandra Valeri Manera e composta da Carmelo Carucci, è cantata da Cristina D'Avena.